# Agrotis puta
Noctuelle des Renouées, Élagueuse
 (août 2017).
Si vous disposez d'ouvrages ou d'articles de référence ou si vous connaissez des sites web de qualité traitant du thème abordé ici, merci de compléter l'article en donnant les références utiles à sa vérifiabilité et en les liant à la section « Notes et références ».
Espèce
Agrotis puta, aussi connue sous les noms de noctuelle des renouées et élagueuse, est une espèce de Lépidoptères (papillons) de la famille des Noctuidae.

## Description
L'imago ressemble à celui d’Agrotis catalaunensis et, bien que cette dernière espèce soit de plus grande envergure, aux ailes antérieures plus longues et rectangulaires, la distinction est très difficile, nécessitant souvent l’examen des pièces génitales.

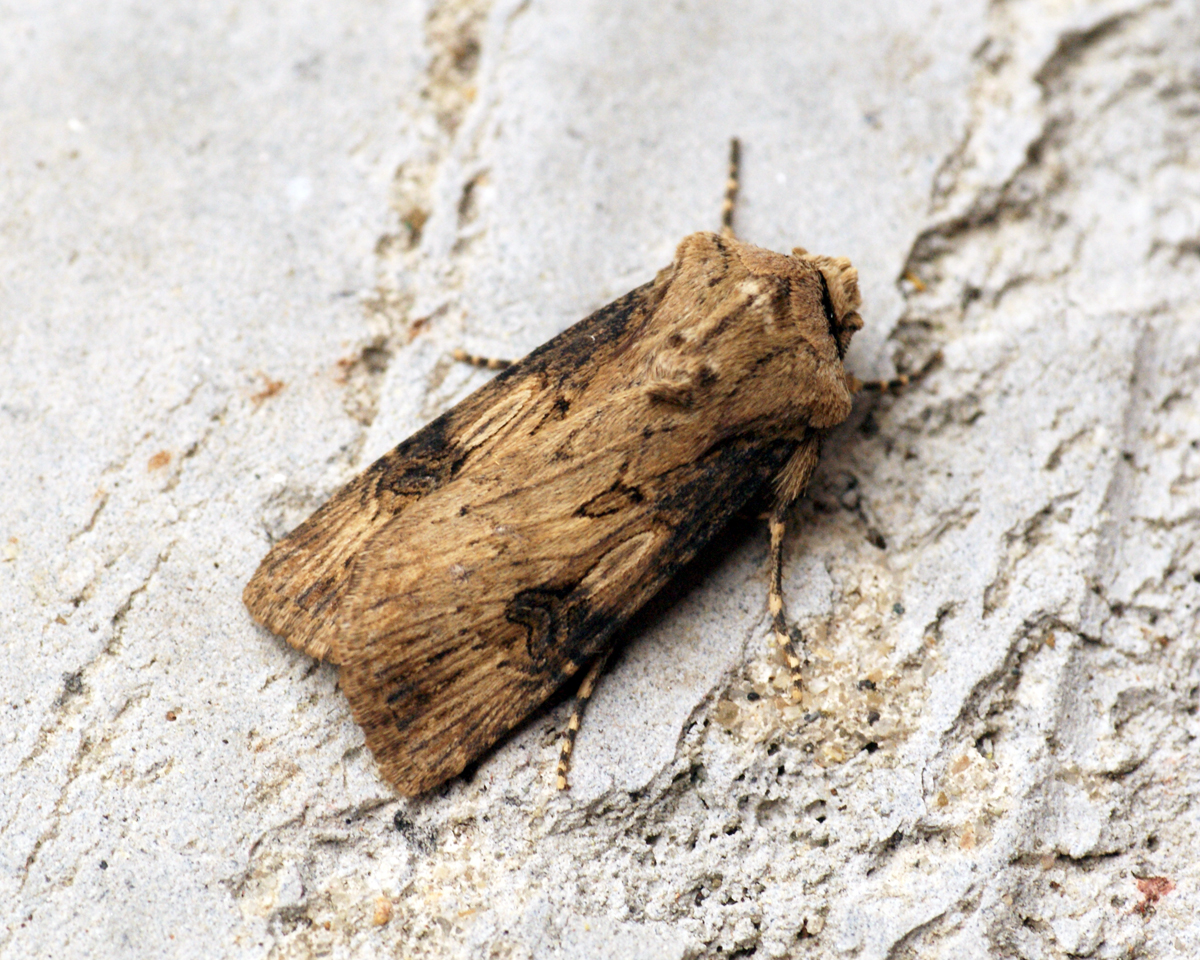
Mâle
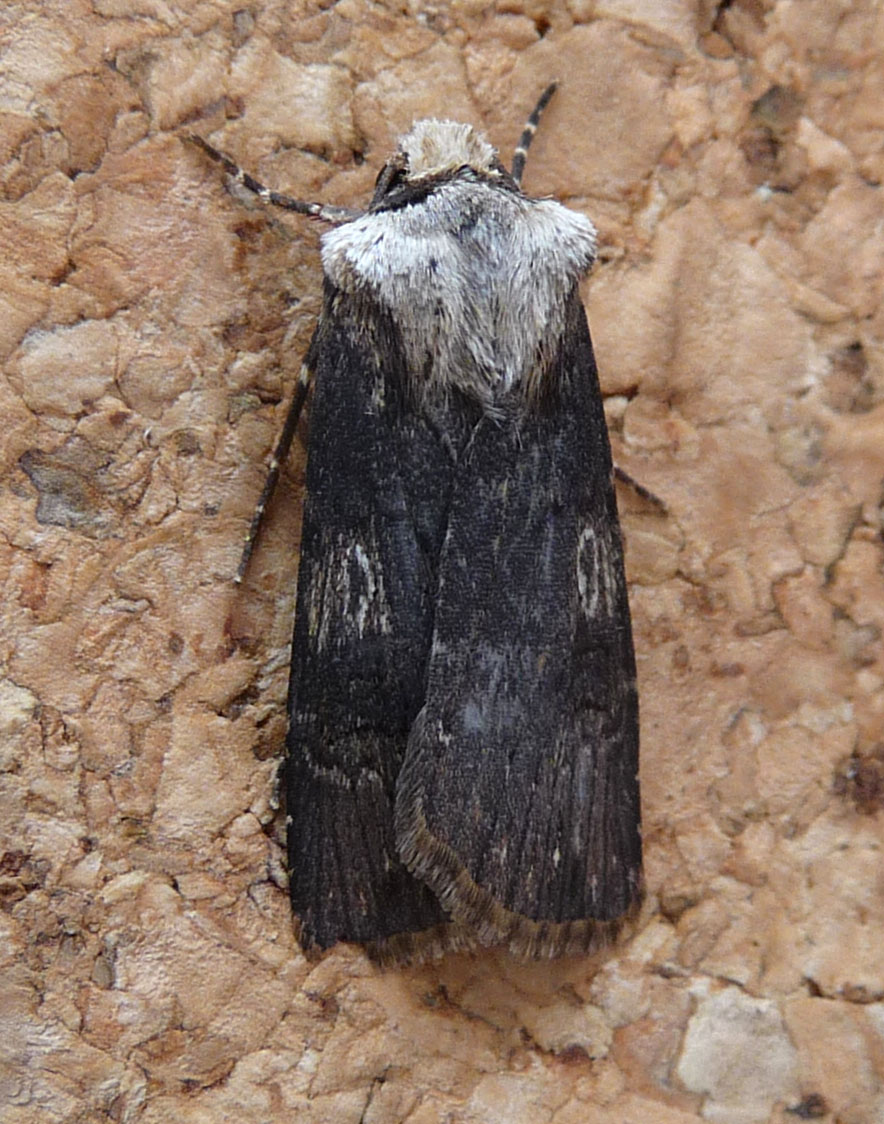
Femelle

## Bioécologie
La chenille, polyphage, consomme diverses plantes basses.

### Distribution et biotopes
L'espèce est répandue dans le Sud de l’Europe, de la péninsule Ibérique à la Turquie en passant par l’ex-Yougoslavie, en France, dans l’Ouest de l’Allemagne, et elle remonte jusqu’en Grande-Bretagne. En France, elle est présente partout, y compris en Corse.
Elle fréquente divers milieux ouverts : friches, cultures, prairies mésophiles, clairières, jusqu’en montagne. On la rencontre également en zone urbaine[réf. souhaitée].

## Liste des sous-espèces
Selon GBIF (27 janvier 2024) :
- Agrotis puta subsp. insula Richardson, 1958
- Agrotis puta subsp. puta

## Systématique
Le nom valide complet (avec auteur) de ce taxon est Agrotis puta (Hübner, 1803).
L'espèce a été initialement classée dans le genre Noctua sous le protonyme Noctua puta Hübner, 1803.
Ce taxon porte en français les noms vernaculaires ou normalisés suivants : la noctuelle des renouées, et élagueuse.
Agrotis puta a pour synonymes :
- Agrotis agenjoi Berio, 1936
- Agrotis algerina Berio, 1936
- Agrotis amartia Schawerda, 1911
- Agrotis brunnescens Lempke, 1962
- Agrotis composita Berio, 1936
- Agrotis confluens Lucas, 1960
- Agrotis cremea Berio, 1936
- Agrotis debilis Berio, 1936
- Agrotis erythrosimilis Berio, 1936
- Agrotis erythroxylea Treitschke, 1826
- Agrotis extrema Berio, 1936
- Agrotis feratra Berio, 1936
- Agrotis golignosa Berio, 1936
- Agrotis insula Richardson, 1958
- Agrotis joannisi Dufrane, 1930
- Agrotis lignosa Godart, 1824
- Agrotis lignosina Berio, 1936
- Agrotis marianii Berio, 1932
- Agrotis masculina Berio, 1936
- Agrotis monochroma Berio, 1936
- Agrotis nuda Dannehl, 1929
- Agrotis obscurina Berio, 1936
- Agrotis paupera Berio, 1936
- Agrotis perfusa Berio, 1936
- Agrotis pheroa Berio, 1936
- Agrotis purolimbata Berio, 1936
- Agrotis radiola Stephens
- Agrotis radius Haworth, 1803
- Agrotis renitens Hübner, 1824
- Agrotis rotroui Rothschild, 1920
- Agrotis subrubra Dannehl, 1929
- Agrotis transfixa Berio, 1936
- Agrotis transiens Berio, 1936
- Agrotis tricolor Berio, 1936
- Agrotis tutti Berio, 1936
- Agrotis umbra Berio, 1936
- Agrotis uncta Berio, 1936
- Agrotis unica Berio, 1936
- Agrotis uniformis Berio, 1936
- Agrotis venata Berio, 1936
- Euxoa puta (Hübner, 1803)
- Noctua puta Hübner, 1803
- Scotia puta (Hübner, 1803)